# Mateusz Żyro
Mateusz Żyro (Varsovia, Polonia, 28 de octubre de 1998) es un futbolista polaco que juega de defensa en el Widzew Łódź de la Ekstraklasa.

## Carrera
Mateusz Żyro comenzó en las categorías inferiores del Legia de Varsovia junto a su hermano mayor, Michał Żyro, actual jugador del Korona Kielce. Fue ascendido al primer equipo en verano de 2017, tras haber disputado con el filial la UEFA Youth League. Hizo su debut con el Legia el 7 de julio, en la final de la Supercopa de Polonia frente al Arka Gdynia. En febrero de 2018 firma hasta 2021 con el club de la capital, marchándose en condición de cedido al Wigry Suwałki hasta final de temporada. Para la temporada 2018/19 es cedido al recién ascendido Miedź Legnica de la I Liga. En junio de 2019 se encadenaría su tercer préstamo consecutivo, jugando para el Stal Mielec de la I Liga de Polonia por dos temporadas. El 5 de agosto de 2020 se oficializó su traspaso definitivo al Stal Mielec, firmando por dos años por el club del voivodato de Subcarpacia. El 9 de junio de 2022 fichó por el Widzew Łódź, recién ascendido a la Ekstraklasa.